# Aglais infraradiata
Aglais infraradiata är en fjärilsart som beskrevs av Raynor 1909. Aglais infraradiata ingår i släktet Aglais och familjen praktfjärilar. Inga underarter finns listade i Catalogue of Life.